# Ibotyporanga ramosae
Espèce
Ibotyporanga ramosae est une espèce d'araignées aranéomorphes de la famille des Pholcidae.

## Distribution
Cette espèce est endémique de l'État de Bahia au Brésil,. Elle se rencontre à São Desidério dans les grottes Gruta das Pedras Brilhantes et Gruta da Passagem.

## Description
Le mâle holotype mesure 1,60 mm.

## Systématique et taxinomie
Cette espèce a été décrite par Huber et Brescovit en 2003.

## Étymologie
Cette espèce est nommée en l'honneur d'Elaine Folly Ramos.

## Publication originale
- Huber & Brescovit, 2003 : « Ibotyporanga Mello-Leitão: tropical spiders in Brazilian semi-arid habitats (Araneae: Pholcidae). » Insect Systematics and Evolution, vol. 34, no 3, p. 15-20.